# Salmon-Gletscher (Coast Mountains)
Der Salmon-Gletscher (salmon englisch für „Lachs“) befindet sich in der kanadischen Provinz British Columbia.
Der Salmon-Gletscher hat sein Nährgebiet auf einer Höhe von etwa 1580 m in den Boundary Ranges, einem Teilgebirge der Coast Mountains, unweit der Grenze zum Alaska Panhandle. Der Gletscher strömt anfangs 12 km nach Osten, bevor er nach Süden abbiegt und nach weiteren 6 km auf einer Höhe von 450 m endet. Der Gletscherrandsee Summit Lake befindet sich am Nordrand des Gletschers. Der Abfluss des in Alaska gelegenen Boundary-Gletschers erreichte früher noch die Gletscherzunge des Salmon-Gletschers. Diese hat sich jedoch in den letzten Jahrzehnten zurückgezogen, so dass der Abfluss nun direkt in den Salmon River, der den Salmon-Gletscher zum Portland Canal hin entwässert, mündet. Im oberen Bereich beträgt die mittlere Breite des Salmon-Gletschers 1,3 km.